# 星廉平
星 廉平（ほし れんぺい、1886年（明治19年）1月1日 - 1967年（昭和42年）6月23日）は、明治末から昭和前期の日本の実業家・政治家。衆議院議員。幼名・博。

## 経歴
宮城県登米郡、のちの佐沼町（迫町を経て現登米市迫町佐沼）で、呉服商・先代星廉平、まつゑ の長男として生まれた。1900年（明治33年）家督を相続し廉平を襲名し呉服商を営む。1905年（明治38年）宮城県立第二中学校（現宮城県仙台第二高等学校）を卒業し、陸軍省臨時嘱託となり満州、朝鮮の経済状況調査の視察を行う。この経験から政界への関心を持つようになった。
1911年（明治44年）9月、宮城県会議員に選出され、1912年（大正元年）10月まで在任。1913年（大正2年）宮城県治水委員会嘱託となる。
1924年（大正13年）5月、第15回衆議院議員総選挙（宮城県第6区、政友本党公認）で初当選し、以後、1932年（昭和7年）2月の第18総選挙まで2回再選され、衆議院議員に通算3期在任した。この間、立憲政友会宮城県支部郡部幹事長などを務めた。
実業界では、東北電灯監査役、黒沢尻電力監査役、仙都ビルディング代表取締役、仙南交通（前身仙南温泉軌道、現宮城交通）顧問などを務めた。

## 国政選挙歴
- 第14回衆議院議員総選挙（宮城県第6区、1920年5月、立憲政友会公認）次点落選[7]
- 第15回衆議院議員総選挙（宮城県第6区、1924年5月、政友本党公認）当選[8]
- 第16回衆議院議員総選挙（宮城県第2区、1928年2月、立憲政友会公認）落選[9]
- 第17回衆議院議員総選挙（宮城県第2区、1930年2月、立憲政友会公認）当選[10]
- 第18回衆議院議員総選挙（宮城県第2区、1932年2月、立憲政友会公認）当選[11]
- 第19回衆議院議員総選挙（宮城県第2区、1936年2月、立憲政友会公認）落選[12]

## 親族
- 母 星まつゑ（星松治郎二女、1853年生）[6]
- 叔父 星松三郎（実業家、衆議院議員、星松治郎二男、1855年生）[13]